# Grazer Frauenpreis

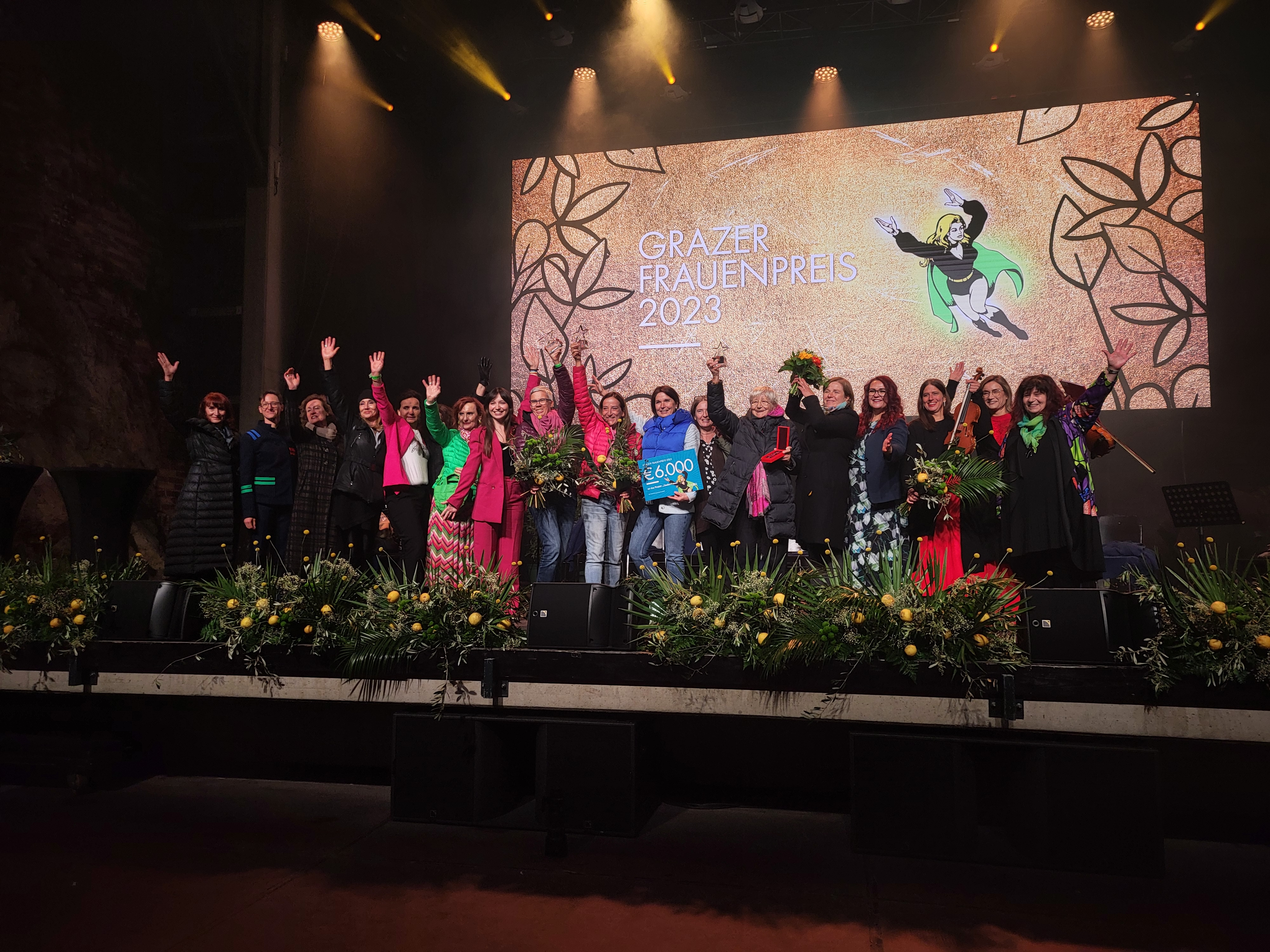
Gruppenfoto mit Preisträgerinnen und Jury bei der Verleihung des Grazer Frauenpreises 2023 auf der Kasematten-Bühne

Der Grazer Frauenpreis wird von der Stadt Graz vergeben. Innovative Projekte für Frauen werden mit einem Preisgeld in der Höhe von 6000 Euro ausgezeichnet. Zusätzliche Preise werden verliehen für das Lebenswerk in Graz lebender Frauen, die sich durch ihr persönliches Engagement in der Frauen- und Mädchenarbeit der Stadt, im feministischen und frauenpolitischen Diskurs und im Bemühen um die Herstellung von Geschlechtergerechtigkeit verdient gemacht haben.

## Geschichte
Den Grazer Frauenpreis initiierte die frühere Frauenstadträtin und ehemalige Vorsitzende der Grazer SPÖ Elke Edlinger, um die Leistungen von Frauen sichtbar zu machen und zu zeigen, was sie in den unterschiedlichen Bereichen für andere Frauen erreichen konnten. Er wurde erstmals 2009 und anschließend vorerst in unregelmäßigen Abständen vergeben. Seit 2020 wird er jährlich verliehen. Die Jury, die aus den Einreichungen das Gewinner-Projekt auswählt, setzt sich aus weiblichen Abgeordneten aller im Gemeinderat und Stadtrat vertretenen Parteien zusammen und steht unter dem Vorsitz der Stadträtin für Frauen und Gleichstellung. Eine zweite Jury aus Expertinnen und Persönlichkeiten des öffentlichen Lebens wählt die Preisträgerinnen für herausragendes Engagement und Lebenswerk aus. Diese Auszeichnungen sind mit keinem Preisgeld dotiert, es wird eine sternförmige Skulptur mit eingravierter „Superwoman“-Figur und ein handgefertigtes Schmuckstück der Grazer Künstlerin Barbara Edlinger überreicht.

## Preisträgerinnen für das Lebenswerk
- 2009: Grete Schurz[2]
- 2011: Elisabeth List
- 2020: Ilse Wieser[3][4]
- 2021: Petra Ruzsics-Hoitsch[5]
- 2023: Irene Windisch
- 2024: Helga Konrad[6]
- 2025: Heide Cortolezis

## Würdigung für herausragendes Engagement für Frauen
- 2017: Magdalena Liebethat und Maria Bauer[7]
- 2022: Vesna Petković[8]
- 2023: Sandra Kocuvan[9][10]
- 2024: Lydia Lieskonig
- 2025: Maryam Mohammadi

## Gewinner-Projekte
- 2009: Johanna Klostermann für das Projekt „FIT – Frauen in die Technik“[11]
- 2011: Frauengesundheitszentrum für zwei Kategorien (Frauen & Gesundheit/Medizin und Frauen & Bildung/Forschung)[12]
- 2017: Verein Beratungsstelle „Tara“[13]
- 2020: Mezzanin Theater für die Trilogie „Zur Lage der Frau“[14]
- 2021: „Tanaka – Girls Day“[15], Gründerin Precious Nnebedum[16]
- 2022: „Galerie gegen Sexismus“ von den „Catcalls of Graz“
- 2023: Claudia Petru von der Frauen- und Brustkrebshilfe für „Zauberfrauen“[17]
- 2024: Eva Tiefengraber für die „Koordinationsstelle FGM/C“ des Roten Kreuz Steiermark[18]
- 2025: Luise Höggerl und Marie Waser für „24/7 Care Kaufladen“[19]